# 小林麻美
小林 麻美（こばやし あさみ、1953年〈昭和28年〉11月29日 - ）は、日本のモデル・元歌手・元女優。本名、田邊 稔子（たなべ としこ）、旧姓、小林。
東京都大田区大森出身。普連土学園中学校・高等学校を経て文化学院に転入。夫は田辺エージェンシー会長の田邊昭知で、一子あり（。身長165cm（1975年7月）。

## 来歴・人物
生家は大森新地近くにあり、父親は国鉄の信号機などを設計する技術者で会社経営、母は美容師で美容室を経営。7歳違いの姉がいる。180cmの偉丈夫で、大型バイクも乗りこなす趣味人の父は、娘にとって理想の男性像でもあったが、自宅のほかに別宅を持ち、愛人がいることもわかっていた。両親とも仕事が忙しく、姉が早くに結婚して家を出ると一人の時間が長くなり、読書や映画館通いが孤独な少女の心を慰めた。そして竹本ピアノに魅了された。
母親が入場券を入手して、土曜日で学校が半ドンなので1966年7月2日、ザ・ビートルズ日本武道館公演に行った。のちに「あっという間に終わった」と発言している。
元々、秘書に憧れて将来は秘書になりたいと思っていたことがあった。少女時代付いていた女性の家庭教師がデュポン社の秘書で、彼女に憧れたのがその理由だった。その女性が「あさみ」という名前で、「この人のような素敵な女性になりたい」と、この名前をもらったのが芸名の由来であるという。
15歳の時、神経性の胃潰瘍、骨髄炎から急性肝炎を併発して1年間入院療養をする。中学3年生の冬、一人で日比谷みゆき座に『ローズマリーの赤ちゃん』を観に行った時に少女雑誌のモデルとしてスカウトを受ける。2、3回その仕事をこなした後、1970年、ライオン歯磨のコマーシャルガールに選ばれる。しかしこの時、テレビコマーシャルの撮影でスキーを行った際に複雑骨折してしまい、長期休業となる。小林をあてにしてのれん分けまでしたその事務所は、1か月で消滅してしまう。
1972年、18歳の時、東芝レコードから「初恋のメロディー」で歌手デビュー。同期に麻丘めぐみ、五十嵐じゅんら。「初恋のメロディー」はオリコン18位を記録したが、当時のアイドルに多く求められた、明るく無邪気に笑顔を見せる天真爛漫さとは対極にあるような、ほとんど笑顔を見せずにうつむき加減、猫背で気だるそうに歌う小林の姿は異質にも映り、暗い印象を持たれた。1976年までに年に1枚程度のシングルをリリースするが売り上げは伸びず、アイドル歌手としては不向きとみた事務所の方針で歌手活動は自然消滅となる。「初恋のメロディー」は45万枚を売り上げたが、うち30万枚は東洋紡がキャンペーンプレゼント用に買い取ったもので、市販されたのは15万枚であった。
その名が浸透したのは1970年代後半、資生堂、パルコなどのCMに起用されてからである。特に1977年のパルコCM「淫靡と退廃」で、細い体や暗さが受け入れられた。
1984年に8年ぶりに歌手として、ガゼボの「I Like Chopin」のカバー「雨音はショパンの調べ」をリリースし、大ヒット曲となった。だが当時、日本放送協会（NHK）が歌詞の「気休めは麻薬」というフレーズを問題視して放送禁止曲としたことや、所属事務所が女優としてのテレビ出演の仕事のみを受けた影響もあり、歌番組で歌ったことは一度もなかった。一方、小林本人はニッポン放送「松任谷由実のオールナイトニッポンGOLD」他で「私自身は全く断ってないのよ。テレビで歌いたかったのに」と主張している。
公称167cmと長身で華奢と言えるほど細い身体、ゆるくウェーブのかかったワンレングスの長い髪、溌剌と話さず物静かで寡黙、陰のある表情が印象的で、そのアンニュイな雰囲気が都会的と言われて人気を得た。都会的でファッショナブルな女優という認知であったため、『真夜中の招待状』ではタイトルシーンを含めて計27回、一分の隙もないコーディネートで登場している。
1991年、所属事務所田辺エージェンシーの社長の田邊昭知と17年の交際を経て結婚、家庭に入るため芸能活動から引退。25年間は子育て一筋だったと語り、表舞台には登場していなかった。
2016年7月20日発売のファッション誌『Kunel』9月号（マガジンハウス）の表紙を突如飾り、同誌で新連載「伝説のおしゃれミューズ」をスタートし、25年ぶりに芸能界へ復帰することとなった。
2020年3月19日、延江浩による評伝『小林麻美―第二幕』が朝日新聞出版より発売された。

## 年表
- 1970年、文化学院在学中にライオンのコマーシャルに出演しデビュー[17]。
- 1971年、TBS系『美人はいかが?』でドラマ初出演。
- 1972年、東芝レコードから「初恋のメロディー」で歌手デビュー[18]。
- 1973年4月から、神経性胃潰瘍などのため1974年10月まで休養。
- 1975年、ニッポン放送『オールナイトニッポン』（火曜1部）パーソナリティーを務める。
- 1978年、舞台『ガラスの家』（西武劇場）に出演。
- 1980年、映画『野獣死すべし』に出演。
- 1981年、映画『真夜中の招待状』に出演。
- 1983年、ドラマ『ストレイシープ』に出演。
- 1983年、ドラマ『胸さわぐ苺たち』に出演。
- 1984年、CBSソニーに移籍し、ガゼボの「アイ・ライク・ショパン」に松任谷由実が日本語詞を付けたカバー曲、「雨音はショパンの調べ」が大ヒットした。さらにアルバム『CRYPTOGRAPH〜愛の暗号』で第26回日本レコード大賞優秀アルバム賞を受賞した。
- 1988年、日本武道館コンサート『HUMIDITY』を開催。
- 1991年、所属事務所の社長である田邊昭知と結婚、芸能界を引退し主婦業に専念。その間に一児（長男）を授かる。
- 2016年、ファッション誌「Kunel9月号」の表紙撮影および新連載を開始、25年ぶりに芸能活動を再開。
- 2020年、オンラインセレクトショップ『ASAMI+(アサミプラス)』をオープン[19][20]。

## ディスコグラフィ

### シングル

#### 委託制作盤
- 初恋のメロディー/海辺の白い家（東洋紡ダイヤモンド毛糸50周年記念盤、規格品番：DIA-50）
  - 東洋紡の消費者プレゼント企画向けに30万枚がプレスされた[21]。

### タイアップ
| 曲名       | タイアップ                              | 収録作品               |
| ---------- | --------------------------------------- | ---------------------- |
| I MISS YOU | スズキ『アルト レジーナ』イメージソング | シングル「I MISS YOU」 |

## 出演

### 映画
- 野獣死すべし（1980年、東映・角川春樹事務所）
- 真夜中の招待状（1981年、松竹）

### テレビドラマ
- 美人はいかが? （1971年10月24日 - 1972年4月16日、TBS）
- だから大好き!（第6話） （1972年、日本テレビ）
- 光る海 （1972年10月2日 - 1973年3月26日、フジテレビ）
- マチャアキの森の石松（第15話） （1976年、NET）
- 明治の群像 海に火輪を （1976年2月26日、NHK総合） - おさわ 役
- 鳴門秘帖 （1977年5月6日 - 1978年3月17日、NHK総合）
- 淋しいのはお前だけじゃない（第7話） （1982年、TBS）
  - 2002年発売のDVDBOXには当話が収録されているが、現在はCSおよび配信にて欠番となっている。その代わりに第8話冒頭では当話のダイジェストが流れる（CS、配信とも同様）。
- 花祭 （1982年6月9日 - 10月6日、フジテレビ）
- 太陽にほえろ! 第524話「ラガーのラブレター」（1982年、NTV） - 寺西涼子
  - 当ドラマのDVDBOXには当エピソードは収録されていない。ただし過去にCSで放送履歴あり。
- 峠の群像（第37, 38話） （1982年9月19、26日、NHK総合）
  - 現在一般公開されているのは総集編のみで、小林の出演シーンは総集編からカットされているため、このシーンの映像を視聴することはできない。
- ストレイ・シープ （1983年3月27日、TBS）
- どっきり天馬先生〜めだかの兄弟は大きくなったら何になる？〜 （1983年6月6日、フジテレビ）
- 奪われた遺書 （1983年9月3日、TBS）
- 胸さわぐ苺たち （1983年10月13日 - 1984年1月12日、TBS） - 長女・梢 役 ※主演
- 大奥（第45・46話） （1984年、関西テレビ） - おすみ→敬子 役
- 宮本武蔵（第29 - 45話） （1984年11月7日 - 1985年3月13日、NHK総合） - お光 役
- 安寿子の靴 （1984年10月13日、NHK総合） - 安寿子 役
- ザ・ディ その日〜1995年・日本（1985年11月4日、NHK総合）
- 匂いガラス （1986年11月8日、NHK総合）
- ダックスフントのワープ （1989年11月11日、NHK総合）

### バラエティー
- マチャアキのガンバレ9時まで!! （1974年10月2日 - 1975年3月26日、日本テレビ） - レギュラー
- カックラキン大放送!! （1975年4月4日 - 1975年9月26日、日本テレビ） - 第1期レギュラー

### ラジオ
- 小林麻美のオールナイトニッポン （ニッポン放送）
- 小林麻美 今夜だけシンデレラ （ニッポン放送)
- 開局60周年記念 岸惠子・小林麻美 ボナネ・ジャポン2020 （2020年1月2日、ニッポン放送)

### CM
- サントリー レゼルブ （1983年）
- ライオン エチケットライオン、フリー＆フリー
- 資生堂 マイ ピュア レディ
- パルコ
- スズキ・アルト（1984年 - 1987年）
- SEIKO ティセ
- プラチナ・ギルド・インターナショナル

### 連載
- “伝説のミューズ”小林麻美とジェントルマン（2024年6月～、GQ JAPAN Web版）
- 小林麻美の試行錯誤（ku:nel）
- 伝説のおしゃれミューズ（ku:nel）
- GROW IN BEAUTY（JJ）
- 小林麻美の美おしゃれ学（with）
- おいしい玉手箱（ViVi）
- 麻美のドキドキインタビュー（装苑）
- 麻美のインスピレーション（装苑）
- 麻美のおしゃれ話（装苑）
- 麻美のスケッチブック（装苑）

### セミナー
- 昨日の自分より今日の自分 –小林麻美の考える素敵な時の重ね方–（2017年12月13日・2018年1月31日）[22]

## 書籍
- ブルーグレイの夜明け（1976年、ペップ出版）
  - 『ブルーグレイの夜明け』〈河出文庫〉、河出書房新社、1984年11月4日。
- 『あの頃、ショパン』文化出版局、1984年6月4日。
  - 『あの頃、ショパン』〈角川文庫〉、角川書店、1987年1月10日。
- CRYPTOGRAPH〜愛の暗号（1984年10月21日、CBSソニー出版）
- 私生活 - PRIVE（1985年6月、小学館）
- 『ラ・ローズ・ノワール』河出書房新社、1987年8月25日。
- 34（サーティフォー）（1988年6月25日、河出書房新社）
- 愛、あなたにとどけ（1989年12月10日、PARCO出版局）